# Les Enquêtes du département V : Effet Marco
Série
Les Enquêtes du département V : Dossier 64
(2018) Les Enquêtes du département V : Promesse
(2024)
Pour plus de détails, voir Fiche technique et Distribution.
Les Enquêtes du département V : Effet Marco (Marco effekten), ou Les Enquêtes du département V : L'Effet papillon, est un thriller germano-danois réalisé par Martin Zandvliet et sorti en 2021. Il s'agit de la cinquième adaptation de la série Les Enquêtes du département V, suite de romans policiers de Jussi Adler-Olsen.

## Synopsis
Marco, un sans-abri, se fait arrêter par la police. Il a en sa possession le passeport d'un fonctionnaire, aujourd'hui porté disparu, qui avait été accusé de pédophilie mais finalement relaxé. L'inspecteur Mørck ne parvient pas à faire parler Marco, qui demeure silencieux et semble traumatisé. Le sans-abri prend ensuite la fuite.

## Fiche technique
Sauf indication contraire, les informations mentionnées dans cette section peuvent être confirmées par la base de données cinématographiques IMDb,  présente dans la section « Liens externes ».
Sauf indication contraire ou complémentaire, les informations mentionnées dans cette section peuvent être confirmées par la base de données Danish Film Database
- Titre original : Marco effekten
- Titre français : Les Enquêtes du département V : L'effet Marco (ou L’effet papillon)
- Réalisation : Martin Zandvliet
- Scénario : Anders Frithiof August et Thomas Porsager, d'après L’Effet papillon (Marco effekten) de Jussi Adler-Olsen
- Musique : Sune Martin
- Direction artistique : Anna Mayerová et Martin Vackár
- Décors :
- Photographie : Aske Alexander Foss
- Son : Oskar Skriver
- Montage : Per Sandholt et Per K. Kirkegaard
- Production : Mikael Christian Rieks

Coproduction : Peter Nadermann
Production déléguée : Henrik Zein
- Sociétés de production : Nordisk Film ; Nadcon Film
- Société de distribution : Nordisk Film
- Pays d’origine :  Danemark,  Allemagne
- Langues originales : danois, roumain
- Format : couleur
- Genre : thriller, policier
- Durée : 125 minutes
- Date de sortie :
  - Danemark : 25 mars 2021

## Distribution
- Ulrich Thomsen : Carl Mørck
- Zaki Youssef (da) : Assad
- Sofie Torp : Rose
- Henrik Noél Olesen (da) : Marcus Jacobsen
- Luboš Oláh : Marco
- Anders Matthesen (da) : Teis Snap
- Caspar Phillipson : Rene Eriksen
- Joen Bille (de) : Jens Brage-Schmidt
- Zdeněk Godla (cs) : Zola
- Thomas W. Gabrielsson (da) : Hardy
- Karl-Oskar Olsen : William Stark
- Marie Sandø Jondal : Malene Stark
- Lizzielou Corfixen : Thilde Stark
- Louise Gammelgaard : Jeanne, la nageuse
- Mads Reuther (da) : Gordon
- Lisa Carlehed (da) : Mona

## Production
Le tournage a lieu à Prague en Tchéquie.

## SagaLes Enquêtes du département V
- 2013 : Les Enquêtes du département V : Miséricorde (Kvinden i buret) de Mikkel Nørgaard (da)
- 2014 : Les Enquêtes du département V : Profanation (Fasandræberne) de Mikkel Nørgaard
- 2016 : Les Enquêtes du département V : Délivrance (Flaskepost fra P) de Hans Petter Moland
- 2018 : Les Enquêtes du département V : Dossier 64 (Journal 64) de Christoffer Boe
- 2021 : Les Enquêtes du département V : Effet Marco (Marco effekten) de Martin Zandvliet
- 2024 : Les Enquêtes du département V : Promesse (Den grænseløse) d'Ole Christian Madsen